# Martin Prodanow
Martin Prodanow (bulgarisch Мартин Проданов, engl. Transkription Martin Prodanov; * 6. Dezember 1999 in Plowdiw) ist ein bulgarischer Mittelstreckenläufer.

## Sportliche Laufbahn
Erste internationale Erfahrungen sammelte Martin Prodanow im Jahr 2017, als er bei den U20-Europameisterschaften in Grosseto im 1500-Meter-Lauf mit 3:50,01 min in der ersten Runde ausschied. Zwei Jahre später belegte er dann bei den U23-Europameisterschaften in Gävle in 3:51,65 min den siebten Platz.
2019 wurde Prodanow bulgarischer Meister im 800-Meter-Lauf.

## Persönliche Bestleistungen
- 800 Meter: 1:49,78 min, 12. April 2019 in Fayetteville
  - 800 Meter (Halle): 1:52,91 min, 13. Januar 2018 in Sofia
- 1500 Meter: 3:43,75 min, 25. Mai 2019 in Sacramento
  - 1500 Meter (Halle): 3:52,14 min, 3. Februar 2018 in Sofia
  - Meile (Halle): 4:03,76 min, 2. Februar 2019 in Lincoln (bulgarischer Rekord)